# Deutscher Saunabund
Der Deutsche Saunabund ist ein  Interessenverband  von Saunenbetrieben in Deutschland. Hierzu zählen vor allem öffentliche Saunen, Badebetriebe, Hotels/Pensionen mit Saunaanlagen sowie Saunahersteller. Der Verein wurde im Jahr 1949 mit Sitz in der ostwestfälischen Stadt Bielefeld gegründet. Seine Aufgabe ist der Lobbyismus zu dem Thema, die Gesundheit durch das Saunieren der Allgemeinheit nahezubringen sowie Einrichtungen bei dem Saunabau zu unterstützen. 
Der Verband fungiert zudem als Ansprechpartner für Betriebe und deren Mitarbeiter.

## Akademie
Über die Akademie des Deutschen Sauna-Bunds wird angehendes Fachpersonal für Saunabetriebe ausgebildet. Dies findet im Rahmen von Modulen vor Ort, aber auch als Webinar statt. Des Weiteren werden Saunameister in einem Intensivkurs ausgebildet. Ebenfalls werden Schulungen für Mitarbeiter von Sonnenstudios angeboten.

## Veranstaltungen

### Deutsche Aufguss-Meisterschaft
Der Saunabund organisiert jährlich die Deutsche Aufguss-Meisterschaft. Hierbei werden Aufgüsse mit Musik, Lichteffekten, Kostümen, Animationen und besonderen Choreografien von der Jury bewertet. Bei dieser Meisterschaft treten die besten Saunameister aus ganz Deutschland gegeneinander an.  

### Tag der Sauna
Am 24. September findet jedes Jahr der Tag der Sauna statt. Hierbei handelt es sich um keinen Wettbewerb, sondern der Tag dient zum Feiern der jahrelangen Sauna-Tradition.